# جيلكو أوبرادوفيتش
جيلكو أوبرادوفيتش (بالسيريلية الصربية: Желимир Обрадовић) مواليد 9 مارس 1960 في تشاتشاك، جمهورية صربيا الاشتراكية، هو مدرب كرة سلة صربي ولاعب معتزل. بدأ مسيرته الاحترافية في سنة 1980. يدرب فريق نادي فنربخشة. مثّل منتخب بلاده. شارك في دورة الألعاب الأولمبية الصيفية سنة 1988. حقق المركز الأول في بطولة أمم أوروبا لكرة السلة 1997 كمدرب. اعتزل اللعب في 1991.

## الميداليات
| الميدالية | المسابقة                         |
| --------- | -------------------------------- |
| برونزية   | بطولة أمم أوروبا لكرة السلة 1999 |
| ذهبية     | بطولة أمم أوروبا لكرة السلة 1997 |
| ذهبية     | بطولة كأس العالم لكرة السلة 1998 |
| فضية      | الألعاب الأولمبية الصيفية 1996   |
| ذهبية     | بطولة كأس العالم لكرة السلة 1990 |
| فضية      | الألعاب الأولمبية الصيفية 1988   |

## روابط خارجية
- جيلكو أوبرادوفيتش على موقع الاتحاد الدولي لكرة السلة (الإنجليزية)
- جيلكو أوبرادوفيتش على موقع ريلجم (الإنجليزية)
- جيلكو أوبرادوفيتش على موقع سبورتس رفرنس (الإنجليزية)
- جيلكو أوبرادوفيتش على موقع أوليمبيديا (الإنجليزية)